# Blackend Nunatak
Blackend Nunatak är en nunatak i Antarktis. Den ligger i Östantarktis. Australien gör anspråk på området. Toppen på Blackend Nunatak är 2 553 meter över havet.
Terrängen runt Blackend Nunatak är kuperad åt nordost, men åt sydväst är den platt. Trakten är obefolkad. Det finns inga samhällen i närheten. 